# Catalogul Colecției Meridiane (Editura Univers)
Catalogul Colecției Meridiane (Editura Univers și Editura pentru Literatură Universală)
Primul număr al colecției a apărut la Editura pentru Literatură Universală. Primele volume - nenumerotate - au apărut între 1954 - 1965 la Editura pentru Literatură Universală. Colecția numerotată de la nr. 1 din 1966 la nr. 230 din 1974.

## Lista

### Colecția nenumerotată
| An   | Autor                     | Titlu                                                     | Observații                                                                           |
| ---- | ------------------------- | --------------------------------------------------------- | ------------------------------------------------------------------------------------ |
| 1954 | Albert Maltz              | Vine circul                                               | E. P. L. U., Traducere de Eugen B. Marian și Vera Călin                              |
| 1954 | Doris Lessing, A. Coppard | Trei nuvele                                               | E. P. L. U., Traducere de Elena Celac și Alice Gabrielescu                           |
| 1954 | Ludvik Askenazy           | Cienfuegos - O sută de văpai                              | E. P. L. U., Traducere de P. Dragoș                                                  |
| 1954 | V. EM. Gălan              | Prima însemnare a inginerului Sie Fan-Si                  | E. P. L. U., Autor român.                                                            |
| 1955 | Anna Seghers              | Primul pas                                                | E. P. L. U., Traducere de S. Sanin și O. Constantinescu                              |
| 1955 | Anna Maria Ortese         | Ochelarii                                                 | E. P. L. U., Traducere de Antoaneta Ralian                                           |
| 1955 | Anna Seghers              | Primul pas                                                | E. P. L. U., Traducere de S. Sanin și O. Constantinescu                              |
| 1955 | Boris Bednîi              | Bătrînii                                                  | E. P. L. U., Traducere de Emma Beniuc                                                |
| 1955 | Colectiv                  | Idilă în Cașmir și alte povestiri indiene                 | E. P. L. U., Traducere de Valentina Ionescu                                          |
| 1955 | Din Lin                   | Inundația                                                 | E. P. L. U., Traducere de Ada Chirilă                                                |
| 1955 | Egon Erwin Kish           | Doctorul Becker la porțile Raiului                        | E. P. L. U., Traducere de Dumitru Hîncu                                              |
| 1955 | Henry Lawson              | Cum s-a îndrăgostit Joe Wilson                            | E. P. L. U., Traducere de Ada Steinberg, Hagi Tudorache și Alice Gabrielescu         |
| 1955 | Marcel Willard            | Marșul african                                            | E. P. L. U., Traducere de Radu Popescu                                               |
| 1955 | Sarkadi Imre              | În pustă                                                  | E. P. L. U., Traducere de Marcel Aderca                                              |
| 1955 | Theodore Dreiser          | Capcana                                                   | E. P. L. U., Traducere de Ioana Ralea și Vintilă Corbul                              |
| 1955 | Thomas Mann               | Mario și vrăjitorul                                       | E. P. L. U., Traducere de Alexandru Philippide                                       |
| 1955 | W. K. Schweickert         | Cineva a cerut vin roșu                                   | E. P. L. U., Traducere de G. Rădulescu                                               |
| 1956 | Colectiv                  | Osman schiopul, proze turcești                            | E. P. L. U., Traducere de Ala Petrescu și George Demetru Pan                         |
| 1956 | Howard Fast               | Cina cea de taină                                         | E. P. L. U., Traducere de Dumitru Mazilu                                             |
| 1956 | Jiří Marek                | Turnul Babel                                              | E. P. L. U., Traducere de Mihai Pop și Lili Soare                                    |
| 1956 | Karel Capek               | Dispariția actorului Benda                                | E. P. L. U., Traducere de Ihor Lemnij                                                |
| 1956 | Krishan Chandar           | Cînd vorbesc statuile                                     | E. P. L. U., Traducere de R. Donici și Irina Negură                                  |
| 1956 | Langston Hughes           | O întîmplare neplacută cu îngeri                          | E. P. L. U., Traducere de Leon Levițchi                                              |
| 1956 | Luigi Pirandello          | O lume de hîrtie                                          | E. P. L. U., Traducere de Florin Chirițescu                                          |
| 1956 | Martin Andersen-Nexo      | Biletul de loterie                                        | E. P. L. U., Traducere de Elena Turtureanu și R. Donici                              |
| 1956 | Mohammed Dib              | La cafenea                                                | E. P. L. U., Traducere de Vladimir Streinu                                           |
| 1956 | Teru Takakura; Yoko Ota   | Cîntecul porcului; Până când?                             | E. P. L. U., Traducere de Gheorghe Voropanov și Jaques Costin                        |
| 1956 | Vera Panova               | Serioja                                                   | E. P. L. U., Traducere de Emma Beniuc                                                |
| 1956 | Willi Bredel              | Întilnire pe Volga                                        | E. P. L. U., Traducere de Ernst Breitenstein                                         |
| 1956 | Zofia Nalkowska           | Profesorul Spanner                                        | E. P. L. U., Traducere de Dan Telemac și Constantin Țoiu                             |
| 1957 | Alexei Șubin              | Neastîmpărații                                            | E. P. L. U., Traducere de Dan Lăzărescu                                              |
| 1957 | Adalbert von Chamisso     | Extraordinara poveste a lui Peter Schlemihl               | E. P. L. U., Traducere de Petru Manoliu                                              |
| 1957 | Alberto Moravia           | Povestiri din Roma                                        | E. P. L. U., Traducere de G. Lăzărescu                                               |
| 1957 | Alcide Cervi              | Cei șapte fii ai mei                                      | E. P. L. U., Traducere de I. Flavius                                                 |
| 1957 | Colectiv                  | Floare ruptă și alte povestiri chineze                    | E. P. L. U., Traducere de Alice Gabrielescu și Ihor Lemnij                           |
| 1957 | Edgar Allan Poe           | Cărăbușul de aur                                          | E. P. L. U., Traducere de Ion Vinea                                                  |
| 1957 | Georges Arnaud            | Salariul groazei                                          | E. P. L. U., Traducere de Florica Georgescu și George Ivașcu                         |
| 1957 | Jakob Wassermann          | În apărarea junkerului Ernst                              | E. P. L. U., Traducere de Rose Hefter                                                |
| 1957 | Jerome K. Jerome          | Fantoma lui Whibley                                       | E. P. L. U., Traducere de Sergiu Dan                                                 |
| 1957 | John Morrison             | Profetul din Pandaloop                                    | E. P. L. U., Traducere de Andrei Bantaș                                              |
| 1957 | Kliment Țacev             | Fratele                                                   | E. P. L. U., Traducere de Tamara Pînzaru                                             |
| 1957 | O. Henry                  | Pictorul și califul                                       | E. P. L. U., Traducere de H. Panaitescu                                              |
| 1957 | Origenes Lessa            | Dona Beralda își caută fiica                              | E. P. L. U., Traducere de N. Filipovici și Marcel Gafton                             |
| 1957 | Roger Vailland            | 325.000 de franci                                         | E. P. L. U., Traducere de Demostene Botez                                            |
| 1957 | Svetoslav Minkov          | Alchimia dragostei                                        | E. P. L. U., Traducere de C. Velichi                                                 |
| 1958 | Anna Seghers              | Nuntă la Haiti                                            | E. P. L. U., Traducere de Tudor Măinescu                                             |
| 1958 | Arnold Zweig              | Norocul lui Otto Temke                                    | E. P. L. U., Traducere de C. Giurgiuca                                               |
| 1958 | Bjornstjerne Bjornson     | Mîinile mamei                                             | E. P. L. U., Traducere de Virgil Tempeanu                                            |
| 1958 | Doris Lessing             | Cealaltă femeie                                           | E. P. L. U., Traducere de Mircea Alexandrescu                                        |
| 1958 | Ernest Hemingway          | Nuvele                                                    | E. P. L. U., Traducere de I. Bujes                                                   |
| 1958 | Galina Nikolaeva          | Povestea Nastei Kovșova                                   | E. P. L. U., Traducere de Otilia Cazimir și Nicolae Guma                             |
| 1958 | Halldor Laxness           | O întîmplare la Reykjavik                                 | E. P. L. U., Traducere de Tatiana Berindei                                           |
| 1958 | Illes Bela                | Moara de vînt                                             | E. P. L. U., Traducere de Constantin Olariu                                          |
| 1958 | Ilya Ehrenburg            | Ce-i trebuie omului                                       | E. P. L. U., Traducere de I. Flavius și M. Roth                                      |
| 1958 | John Steinbeck            | Căluțul roib                                              | E. P. L. U., Traducere de Dumitru Mazilu                                             |
| 1958 | K. Mansfield              | Garden-party și alte povestiri                            | E. P. L. U., Traducere de Madeleine Scarlat                                          |
| 1958 | Maria Dombrowska          | Popa Filip                                                | E. P. L. U., Traducere de Olga Zaicik                                                |
| 1958 | Pierre Gamarra            | Mîinile oamenilor                                         | E. P. L. U., Traducere de Virgil Teodorescu și Radu Flora                            |
| 1958 | Rabindranath Tagore       | Pietrele flămînde                                         | E. P. L. U., Traducere de Petre Solomon                                              |
| 1958 | Stendhal                  | Vanina Vanini                                             | E. P. L. U., Traducere de Dinu Albulescu                                             |
| 1959 | Corrado Alvaro            | Oameni din Aspromonte                                     | E. P. L. U., Traducere de Despina Mladoveanu                                         |
| 1959 | Feodor Gladkov            | Inimă de mamă                                             | E. P. L. U., Traducere de M. Spiridoneanu, Al. Ștefănescu-Medeleni și L. Bimbulov    |
| 1959 | H. G. Wells               | Povestiri                                                 | E. P. L. U., Traducere de B. Bereanu                                                 |
| 1959 | Joseph Conrad             | Taifun                                                    | E. P. L. U., Traducere de Ana Popescu                                                |
| 1959 | Orlin Vasiliev            | Conflictul                                                | E. P. L. U., Traducere de Alex. Velisar                                              |
| 1959 | Peter Karvas              | Jumbo elefantul alb                                       | E. P. L. U., Traducere de Jean Grosu                                                 |
| 1959 | Pierre Courtrade          | Pianul                                                    | E. P. L. U., Traducere de Sidonia Drăgușanu                                          |
| 1959 | Roberto J. Payro          | Diavolul în Belgia                                        | E. P. L. U., Traducere de Paul Teodorescu                                            |
| 1960 | Menelaus Ludemis          | Cerul se înnourează                                       | E. P. L. U., Traducere de Marcel Gafton și Ion Halianis. Prefață de Demostene Botez. |
| 1960 | Cesare Pavese             | Tovarășul                                                 | E. P. L. U., Traducere de Etta Boeriu                                                |
| 1960 | E. Șen-Tao                | Noaptea                                                   | E. P. L. U., Traducere de Ovid Constantinescu și I. Pecker                           |
| 1960 | Estela Canto              | Noaptea si noroiul                                        | E. P. L. U., Traducere de Rodica Tăutu și Nicolae Teică                              |
| 1960 | F. C. Weiskopf            | Un cîntec de departe                                      | E. P. L. U., Traducere de Em. Mihail                                                 |
| 1960 | Heinrich Böll             | Unde ai fost Adame                                        | E. P. L. U., Traducere de Nadia Șerban                                               |
| 1960 | Jiří Marek                | Țara de sub ecuator                                       | E. P. L. U., Traducere de Jean Grosu                                                 |
| 1960 | Menelaus Ludemis          | Cerul se înnourează                                       | E. P. L. U., Traducere de Marcel Gafton și Ion Halianis                              |
| 1960 | Renato Vigano             | Vine barza                                                | E. P. L. U., Traducere de Ovidiu Drîmbă și Florin Chirițescu                         |
| 1960 | Vanda Vasilevskaia        | În lupta cea grea                                         | E. P. L. U., Traducere de Maria Sîrbu și Sidonia Drăgușanu                           |
| 1960 | William Faulkner          | Victorie                                                  | E. P. L. U., Traducere de Margareta Sterian                                          |
| 1961 | Erdős László              | Sisif                                                     | E. P. L. U., Traducere de Vasile Micu                                                |
| 1961 | Erskine Caldwell          | Moartea unei haimanale                                    | E. P. L. U., Traducere de Ioan Comșa                                                 |
| 1961 | Humphrey Cobb             | Cărările gloriei                                          | E. P. L. U., Traducere de Eugen Barbu și Andrei Ion Deleanu                          |
| 1961 | Karlludwig Opitz          | Generalul meu - Raportul neregulamentar al unui plutonier | E. P. L. U., Traducere de Sofia Marian și I. Ludo                                    |
| 1961 | Luis Goytisolo Gay        | La marginea Barcelonei                                    | E. P. L. U., Traducere de Iulia Soare și Paul Teodorescu                             |
| 1961 | M. Prișvin                | Drumul împăratului                                        | E. P. L. U., Traducere de Gellu Naum și Tatiana Berindei                             |
| 1961 | Nikolai Tihonov           | Minunea albă                                              | E. P. L. U., Traducere de M. Spiridoneanu și M. Grădinaru                            |
| 1961 | Pablo de la Torrente-Brau | Aventurile eroului necunoscut cuban                       | E. P. L. U., Traducere de F. Brunea-Fox și Oana Busuioceanu                          |
| 1962 | A. Ghermano               | Din pravile nescrise                                      | E. P. L. U. , Traducere de M. Sevastos si Eugen Naum                                 |
| 1962 | A. Neverov                | Tașkent,orașul pîini                                      | E. P. L. U. , Traducere de M. Sevastos și E. Silaghi                                 |
| 1962 | Carlo Montella            | Cu limuzina în paradis                                    | E. P. L. U., Traducere de Adriana Lăzărescu                                          |
| 1962 | Dora Alonsa               | Tigri și caimani                                          | E. P. L. U., Traducere de Oana Busuioceanu                                           |
| 1962 | Igor Newerly              | Băiatul din Stepele Salice                                | E. P. L. U., Traducere de Stan Velea și Al. Ștefănescu-Medeleni                      |
| 1962 | Jay Deiss                 | Întîmplare la Washington                                  | E. P. L. U., Traducere de Al. Bolintineanu                                           |
| 1962 | Juan Jose Manauta         | Odiseo                                                    | E. P. L. U., Traducere de Ovid Constantinescu și Oana Busuioceanu                    |
| 1962 | Luis Enrique Delanoa      | Olga                                                      | E. P. L. U., Traducere de C. Vonghizas                                               |
| 1962 | Olga Berggolț             | Stele în plină zi                                         | E. P. L. U., Traducere de Alice Gabrielescu și Eleonora Mircea                       |
| 1962 | Patrick Kessel            | Inamicii publici                                          | E. P. L. U., Traducere de Al. Dimitriu-Păușești                                      |
| 1962 | S. Mstislavski            | În ajun                                                   | E. P. L. U., Traducere de Victor Kernbach și A. Verbițchi                            |
| 1962 | Serghei Sartakov          | Nu ceda regina                                            | E. P. L. U., Traducere de Emil Suter și Mihail Cardaș                                |
| 1962 | V. Kaverin                | Prieten necunoscut                                        | E. P. L. U., Traducere de Emil Suter și M. Protopov                                  |
| 1963 | Abdulla Kahhar            | Saida                                                     | E. P. L. U., Traducere de Marcel Aderca și M. Leicand                                |
| 1963 | André Maurois             | Thanatos Pallas Hotel                                     | E. P. L. U., Traducere de Vera Călin                                                 |
| 1963 | Giovanni Arpino           | Anii maturității                                          | E. P. L. U., Traducere de Ilie Constantin                                            |
| 1963 | Jan Procházka             | Zările verzi                                              | E. P. L. U., Traducere de Al. Ștefănescu-Medeleni și Tiberiu Pleter                  |
| 1963 | Leon Pasternak            | Comuna din Lomza                                          | E. P. L. U., Traducere de Nicolae Mărceanu și Elena Enescu-Timofte                   |
| 1963 | S. Marșak                 | În pragul vieții                                          | E. P. L. U., Traducere de Ioanichie Olteanu și Ana Gherasim                          |
| 1964 | Albert Ayguesparse        | Culorile adevărului                                       | E. P. L. U., Traducere de Modest Morariu                                             |
| 1964 | Alexandr Rekemciuk        | Cînd ești tînăr                                           | E. P. L. U., Traducere de Radu Atbala și Eleonora Mircea                             |
| 1964 | Dymphna Cusack            | Arșița la Berlin                                          | E. P. L. U., Traducere de Tereza Macovescu                                           |
| 1964 | Judah Waten               | Părtași la crimă                                          | E. P. L. U., Traducere de Marcel Gafton și Valeria Coja                              |
| 1964 | Luisa Carnes              | Juan Caballero                                            | E. P. L. U., Traducere de Vlaicu Bîrna și Maria Ioanovici                            |
| 1964 | Miguel Angel Asturias     | Weekend în Guatemala                                      | E. P. L. U., Traducere de Micaela Ghițescu și Paul Teodorescu                        |
| 1964 | Pierre Daix               | Maria                                                     | E. P. L. U., Traducere de Florin Mihăilescu                                          |
| 1965 | Alberto Moravia           | Automatul                                                 | E. P. L. U., Traducere de D. I. Suchianu                                             |
| 1965 | Alejo Carpentier          | Secolul luminilor, vol. I                                 | E. P. L. U., Traducere de Ovidiu Constantinescu și Maria Ioanovici                   |
| 1965 | Alejo Carpentier          | Secolul luminilor, vol. II                                | E. P. L. U., Traducere de Ovidiu Constantinescu și Maria Ioanovici                   |
| 1965 | Branko Copic              | Peripețiile lui Nikoletina Bursac                         | E. P. L. U., Traducere de M. Sevastos și V. Vescu                                    |
| 1965 | Ernesto Sabato            | Tunelul                                                   | E. P. L. U., Traducere de Darie Novăceanu                                            |
| 1965 | Erskine Caldwell          | Jenny                                                     | E. P. L. U., Traducere de Dumitru Mazilu                                             |
| 1965 | Frank Hardy               | Legende din Valea lui Benson                              | E. P. L. U., Traducere de Petre Solomon                                              |
| 1965 | J. B. Priestley           | Sir Michael si Sir George                                 | E. P. L. U., Traducere de Petre Solomon                                              |
| 1965 | Jean-Paul Sartre          | Cuvintele                                                 | E. P. L. U., Traducere de T. Dumitru                                                 |
| 1965 | John Braine               | Viața în înalta societate                                 | E. P. L. U., Traducere de Any Florea și Constantin Țoiu                              |
| 1965 | Juan Goytisolo            | Chanca                                                    | E. P. L. U., Traducere de Olga Tudorică                                              |
| 1965 | Leonhard Frank            | La stînga, unde-i inima                                   | E. P. L. U., Traducere de Maria Domilescu                                            |
| 1965 | Lev Nikulin               | O nouă fericire                                           | E. P. L. U., Traducere de Ioana Savu și Gleb Bocunescu                               |
| 1965 | Serghei Krutilin          | Amintiri din Lipiaghi                                     | E. P. L. U., Traducere de Tudor Țopa și Maria Roth                                   |

### Colecția numerotată
| An   | Nr. | Autor                                                      | Titlu                                                        | Note |
| ---- | --- | ---------------------------------------------------------- | ------------------------------------------------------------ | --- |
| 1966 | 1   | Iuri Oleșa                                                 | Invidie (roman)                                              | E. P. L. U., Traducere de Marcel Gafton și M. Cardoș                                                                                               |
| 1966 | 2   | Leonardo Sciascia                                          | Codicele egiptian                                            | E. P. L. U., Il consiglio d’Egitto (1963); Traducerea de Ștefan Aug. Doinaș                                                                        |
| 1966 | 3   | Anita Desai                                                | Tipatul Paunului                                             | E. P. L. U., Traducere de Antoaneta Ralian |
| 1966 | 4   | Lisandro Otero                                             | Situația                                                     | E. P. L. U., Traducere de Marin Sorescu și Alexandra Samharadze                                                                                    |
| 1966 | 5   | Georges Simenon                                            | Inelele de la Bicêtre                                        | E. P. L. U., Traducere de Raul Joil |
| 1966 | 6   | Heinrich Boll                                              | Partida de biliard de la ora 9 ½                             | E. P. L. U., Traducerea de Mihai Isbășescu |
| 1966 | 7   | Juan Goytisolo                                             | Resac                                                        | E. P. L. U., Traducere de Cristina Isbașescu |
| 1966 | 8   | Fr. Dürrenmatt                                             | Făgăduiala. Recviem pentru romanul polițist                  | E. P. L. U., Traducerea de Petronela Negosanu |
| 1966 | 9   | Ernest Hemingway                                           | Sărbătoarea de neuitat                                       | E. P. L. U., Traducerea de Emma Beniuc |
| 1966 | 10  | Agatha Christie                                            | Zece negri mititei                                           | E. P. L. U., Traducerea de E. Stămătescu |
| 1966 | 11  | Paolo Volponi                                              | Mașinăria universului                                        | E. P. L. U., titlul original, în italiană: La Macchina mondiale, roman, Traducerea de Andrei Benedeh                                               |
| 1966 | 12  | James Joyce                                                | Oameni din Dublin                                            | E. P. L. U., Traducere de Frida Papadache |
| 1967 | 13  | Curzio Malaparte                                           | Soarele e orb                                                | E. P. L. U., Traducere de Geo Dumitrescu |
| 1967 | 14  | Anna Langfus                                               | Sări, Barbara                                                | E. P. L. U., Traducere de Elvira Bogdan |
| 1967 | 15  | Bertolt Brecht                                             | Povestiri din calendar                                       | E. P. L. U., Traducere de S. Damian |
| 1967 | 16  | John Steinbeck                                             | Iarna vrajbei noastre                                        | E. P. L. U., Traducere de Mihu Dragomir și Tatiana Malița                                                                                          |
| 1967 | 17  | Grazia Deledda                                             | Iedera                                                       | E. P. L. U., Traducere de Elena Murgu și Mihai Murgu                                                                                               |
| 1967 | 18  | Antoine de Saint-Exupery                                   | Pământ al oamenilor                                          | E. P. L. U., Traducere de Ion Caraion |
| 1967 | 19  | Alain Robbe-Grillet                                        | Gumele                                                       | E. P. L. U., Traducerea de Dumitru Țepeneag |
| 1967 | 20  | Domenico Rea                                               | Regele și lustragiul                                         | E. P. L. U., Traducere de Dumitru D. Panaitescu |
| 1967 | 21  | Harper Lee                                                 | Să ucizi o pasăre cântătoare                                 | E. P. L. U., Traducere de Tatiana Malița |
| 1967 | 22  | Hermann Hesse                                              | Nuvele, vol. 1                                               | E. P. L. U., Traducere de Lazăr Iliescu |
| 1967 | 23  | Hermann Hesse                                              | Nuvele, vol. 2                                               | E. P. L. U., Traducere de Lazăr Iliescu |
| 1967 | 24  | Ilya Ehrenburg                                             | Oameni, ani, viață, vol. 1                                   | E. P. L. U., Traducere de Tatiana Nicolescu |
| 1967 | 25  | Ilya Ehrenburg                                             | Oameni, ani, viață, vol. 2                                   | E. P. L. U., Traducere de Tatiana Nicolescu |
| 1967 | 26  | Nathalie Sarraute                                          | Portretul unui necunoscut                                    | E. P. L. U., Traducere de Paul G. Dinopol |
| 1967 | 27  | Heimito von Doderer                                        | Drum cotit                                                   | E. P. L. U., Traducerea de Mara Giurgiuca |
| 1967 | 28  | Frans Eemil Sillanpää                                      | Silja sau O soartă zbuciumată                                | E. P. L. U., Traducere de Constantin Țoiu |
| 1967 | 29  | Carmen Laforet                                             | Neant                                                        | E. P. L. U., Traducere de Darie Novăceanu |
| 1967 | 30  | Georges Perec                                              | Lucrurile                                                    | E. P. L. U., titlul original, în franceză: Les Choses; roman, Traducerea de Livia Storescu                                                         |
| 1967 | 31  | Knut Hamsun                                                | Foamea                                                       | E. P. L. U. , Traducerea din limba norvegiană de Valeriu Munteanu                                                                                  |
| 1967 | 32  | Knut Hamsun                                                | Pan - Victoria                                               | E. P. L. U. , Traducerea din limba norvegiană de Valeriu Munteanu                                                                                  |
| 1967 | 33  | Truman Capote                                              | Harfa de iarbă și alte povestiri                             | E. P. L. U. , Traducerea de Const. Popescu și Catinca Ralea                                                                                        |
| 1967 | 34  | Vitaliano Brancatti                                        | Anii pierduți                                                | E. P. L. U. , Traducerea de Radu Petrescu |
| 1967 | 35  | Vilhelm Moberg                                             | Trăim numai odată                                            | E. P. L. U., Traducere de Constantin A. Gâdei |
| 1967 | 36  | Michel Butor                                               | Renunțarea                                                   | E. P. L. U., titlul original, în franceză: La Modification; roman, Traducere de Georgeta Horodincă                                                 |
| 1967 | 37  | Hans Erich Nossack                                         | Interviu cu moartea                                          | E. P. L. U., Traducere de Val. Panaitescu |
| 1967 | 38  | Artiom Vesiolîi                                            | Rusia scăldată în sînge, vol. I                              | E. P. L. U., Traducere de Marcel Gafton și Mihail Chițiș                                                                                           |
| 1968 | 39  | Artiom Vesiolîi                                            | Rusia scăldată în sînge, vol. II                             | E. P. L. U., Traducere de Marcel Gafton și Mihail Chițiș                                                                                           |
| 1968 | 40  | Jose Eustacio Rivera                                       | Vîltoarea                                                    | E. P. L. U., Traducere de Ileana Georgescu |
| 1968 | 41  | Natalia Ginzburg                                           | Săgetătorul                                                  | E. P. L. U., Traducere de Idea Andreșoiu-Camozzi și D. I. Suchianu                                                                                 |
| 1968 | 42  | Lion Feuchtwanger                                          | Ducesa slută                                                 | E. P. L. U., Traducere de Ion Roman |
| 1968 | 43  | Vsevolod Ivanov                                            | Culorile vîntului                                            | E. P. L. U., Traducere de Teodor Pică și Mihail Cardaș                                                                                             |
| 1968 | 44  | Evelyn Waugh                                               | Declin și prăbușire                                          | E. P. L. U., Traducere de Petre Solomon |
| 1968 | 45  | Antoine de Saint-Exupery                                   | Zbor de noapte. Pilot de război                              | E. P. L. U., Traducere de Ion Caraion |
| 1968 | 46  | Ernest Hemingway                                           | Fiesta                                                       | E. P. L. U., Traducere de Dumitru Mazilu |
| 1968 | 47  | Miroslav Krleza                                            | Întoarcerea lui Filip Latinovicz                             | E. P. L. U., Traducere de Virgil Teodorescu și Radu Flora                                                                                          |
| 1968 | 48  | Alain Robbe-Grillet                                        | În Labirint                                                  | E. P. L. U., titlul original, în franceză: Dans le labyrinthe; roman, Traducere de Dumitru Țepeneag                                                |
| 1968 | 49  | John Braine                                                | Drumul spre înalta societate, vol. I                         | E. P. L. U., Traducere de Any Florea și Constantin Țoiu                                                                                            |
| 1968 | 50  | John Braine                                                | Viața în înalta societate                                    | E. P. L. U., Traducere de Any Florea și Constantin Țoiu                                                                                            |
| 1968 | 51  | Romain Gary                                                | Prima dragoste, ultima dragoste                              | E. P. L. U., Traducere de Marcel Aderca |
| 1968 | 52  | Ilya Ehrenburg                                             | Julio Jurenito                                               | E. P. L. U., Traducere de Radu Albala și Sara Buium                                                                                                |
| 1968 | 53  | Henry de Montherlant                                       | Celibatarii                                                  | E. P. L. U. titlul original, în franceză: Les Célibataires; roman, Traducere de I. Igiroșianu                                                      |
| 1968 | 54  | Thornton Wilder                                            | Puntea Sfintului Ludovic                                     | E. P. L. U., Traducere de Horia I. Popovici |
| 1968 | 55  | Orhan Kemal                                                | Ani de pribegie                                              | E. P. L. U., Traducere de Paul Dinu |
| 1968 | 56  | Massimo Bontempelli                                        | Oameni în timp                                               | E. P. L. U., Traducere de Petru Creția |
| 1968 | 57  | Iuri Bondarev                                              | Tăcerea                                                      | E. P. L. U., Traducere de Haralamb Zincă |
| 1968 | 58  | Kobo Abe                                                   | Femeia nisipurilor                                           | E. P. L. U., Traducere de Magdalena Levandovski-Popa                                                                                               |
| 1968 | 59  | Virginia Woolf                                             | Doamna Dalloway                                              | E. P. L. U., Traducere de Vera Călin |
| 1968 | 60  | Fazil Iskander                                             | Zodia Kozloturului                                           | E. P. L. U., Traducere de ???? |
| 1968 | 61  | Marcel Proust                                              | În căutarea timpului pierdut, I, În partea dinspre Swann     | E. P. L. U. titlul original, în franceză: À la recherche du temps perdu, I, Du côté de chez Swann; roman; traducere în română de Vladimir Streinu  |
| 1968 | 62  | Marcel Proust                                              | În căutarea timpului pierdut, II, În partea dinspre Swann    | E. P. L. U. titlul original, în franceză: À la recherche du temps perdu, II, Du côté de chez Swann; roman; traducere în română de Vladimir Streinu |
| 1968 | 63  | Virginia Woolf                                             | Orlando                                                      | E. P. L. U., Traducere de Vera Călin |
| 1968 | 64  | Ring Lardner                                               | Cuibul dragostei                                             | E. P. L. U., Traducere de Manole Moscu |
| 1968 | 65  | Ana Maria Matute                                           | Primele amintiri                                             | E. P. L. U., Traducere de Elena Bălan-Esiac |
| 1968 | 66  | Vasil Bîkov                                                | Cei morți nu simt durerea                                    | E. P. L. U., Traducere de Vladimir Cogan |
| 1968 | 67  | Frithjof Saelen                                            | Numai cei bravi                                              | E. P. L. U., Traducere de H. Popovici |
| 1968 | 68  | Veniamin Kaverin                                           | Scandalagiul                                                 | E. P. L. U., Traducere de Tudor Pică și Suzi Recevschi                                                                                             |
| 1968 | 69  | Friedrich Durrenmatt                                       | Judecătorul și călăul                                        | E. P. L. U., Traducere de Mara Giugiuca |
| 1968 | 70  | Pierre Boulle                                              | Podul de pe râul Kwai                                        | E. P. L. U. titlul original, în franceză: Le Pont de la rivière Kwaï; roman; traducere de Manole Friedman                                          |
| 1968 | 71  | Giuseppe Marotta                                           | Școlarii soarelui și Zece povestiri                          | E. P. L. U. titlul original, în italiană, Gli alunni del sole, Traducere de Alexandra Bărăcilă                                                     |
| 1968 | 72  | Edmonde Charles-Roux                                       | Să uiți Palermo                                              | E. P. L. U., Traducere de Mihai Murgu |
| 1968 | 73  | Miguel de Unamuno                                          | Trei nuvele exemplare și un prolog                           | E. P. L. U. titlul original, în spaniolă: Tres novelas ejemplares y un prólogo, nuvele, Traducere de Ioana Zlotescu-Cioranu                        |
| 1968 | 74  | John Updike                                                | Centaurul                                                    | E. P. L. U., Traducere de Catinca Ralea |
| 1969 | 75  | Ilya Ehrenburg                                             | Oameni, ani, viață, vol. 3                                   | E. P. L. U., Traducere de Tatiana Nicolescu |
| 1969 | 76  | Alba de Céspedes                                           | Caiet proscris                                               | E. P. L. U., titlul original, în italiană: Quaderno proibito; roman, Traducere de Aurel Lambrino                                                   |
| 1969 | 77  | Marguerite Duras                                           | Stăvilar la Pacific                                          | E. P. L. U., Traducere de Alexandru Baciu |
| 1969 | 78  | James Joyce                                                | Portret al artistului în tinerețe                            | E. P. L. U. titlul original, în engleză: A Portrait of the Artist as a Young Man; roman, Traducere de Frida Papadache                              |
| 1969 | 79  | Robert Graves                                              | Îngrozitorul domn Gunn                                       | E. P. L. U., Traducere de Nina Stănculescu |
| 1969 | 80  | Libero Bigiaretti                                          | Reversul medaliei                                            | E. P. L. U., Traducere de Michaela Șchiopu |
| 1969 | 81  | Franz Kafka                                                | Verdictul                                                    | E. P. L. U., Traducere de Mihai Isbășescu |
| 1969 | 82  | William Trevor                                             | Colegi de odinioară                                          | E. P. L. U., Traducere de Teodor Spandonide |
| 1969 | 83  | Julio Cortazar                                             | Sfîrșitul jocului                                            | E. P. L. U., Traducere de Irina Ionescu și Dumitru Țepeneag                                                                                        |
| 1969 | 84  | Mary McCarthy                                              | Margaret Sargent și lumea                                    | E. P. L. U., Traducere de Sorina Stănescu |
| 1969 | 85  | Paul Heyse                                                 | Andrea Delfin                                                | E. P. L. U., Traducere de Elena Davidescu |
| 1969 | 86  | Miroslav Krleza                                            | La hotarele rațiunii                                         | E. P. L. U., Traducere de Gellu Naum și D. Radimac                                                                                                 |
| 1969 | 87  | Walter M. Diggelmann                                       | Puțin înaintea sfîrșitului                                   | E. P. L. U., Traducere de Sânziana Pop |
| 1969 | 88  | Graham Greene                                              | Comedianții                                                  | E. P. L. U., titlul original, în engleză: The Comedians; roman, Traducere de Petre Solomon                                                         |
| 1969 | 89  | Carson McCullers                                           | În vara aceea verde                                          | E. P. L. U., Traducere de Maria Valer |
| 1969 | 90  | Boris Andreevic Pilnjak                                    | Anul gol                                                     | E. P. L. U., Traducerea de Marcel Gafton și Igor Blok. Prefața de Alexandru Sever.                                                                 |
| 1969 | 91  | Henry Lawson                                               | Rivalul lui Andy Page                                        | E. P. L. U., Traducere de Elena Heroveanu |
| 1969 | 92  | Carlo Manzoni                                              | E acasă domnul Brambilla?                                    | E. P. L. U., Traducere de Teodor Mazilu și Alexandru Mircan                                                                                        |
| 1969 | 93  | Cyprian Ekwensi                                            | Savana în flăcari                                            | E. P. L. U., Traducere de Barbu Solacolu |
| 1969 | 94  | Claire Etcherelli                                          | Elise sau adevărata viață                                    | E. P. L. U., Traducere de Crina Coșoveanu |
| 1969 | 95  | Jose Cabanis                                               | Hartile timpului; Jocurile noptii; Batalia de la Toulouse    | E. P. L. U., Traducere de Anca Balaci |
| 1969 | 96  | Ilya Ehrenburg                                             | Oameni, ani, viață, vol. 4                                   | E. P. L. U., Traducere de Tatiana Nicolescu |
| 1969 | 97  | Giuseppe Dessi                                             | Dezertorul                                                   | E. P. L. U., Traducere de Anca Giurăscu și Constantin Stereia                                                                                      |
| 1969 | 98  | Cesare Zavattini                                           | Eu sînt Diavolul                                             | E. P. L. U., Traducere de Maria Roth |
| 1969 | 99  | William Goulding                                           | Împăratul muștelor                                           | E. P. L. U., Traducere de Constantin Popescu |
| 1969 | 100 | Mihail Bulgakov                                            | Garda albă                                                   | E. P. L. U., Traducere de Alexandru Calais |
| 1969 | 101 | Mihail Bulgakov                                            | Roman teatral                                                | E. P. L. U., Traducere de Alexandru Calais |
| 1969 | 102 | Mihail Bulgakov                                            | Maestrul și Margareta, Vol. I                                | E. P. L. U., Traducere de Natalia Radovici |
| 1969 | 103 | Mihail Bulgakov                                            | Maestrul și Margareta, Vol. II                               | E. P. L. U., Traducere de Natalia Radovici |
| 1969 | 104 | Giovanni Papini                                            | Un om sfîrșit                                                | E.P.L.U., titlul original, în italiană: Un uomo finito; roman; traducere în română de Ștefan Aug. Doinaș                                           |
| 1969 | 105 | Iuri Tînianov                                              | Sublocotenentul invizibil                                    | E. P. L. U., Traducere de Eugenia Lucaci |
| 1969 | 106 | Boris Vian                                                 | Spuma zilelor                                                | E. P. L. U., Traducere de Sorin Mărculescu |
| 1969 | 107 | Mario Soldati                                              | Povestiri cu stafii                                          | E. P. L. U., Traducere de Mariana Stănciulescu |
| 1969 | 108 | Mika Waltari                                               | Femeia și străinul                                           | E. P. L. U., Traducere de George Sbârcea |
| 1969 | 109 | Pär Lagerkvist                                             | Povestiri amare                                              | E. P. L. U., Traducere de Florin Murgescu |
| 1969 | 110 | Enrico Emanuelli                                           | O minunată calatorie                                         | E. P. L. U., Traducere de Dragoș Vrânceanu |
| 1969 | 111 | Heimito von Doderer                                        | Ferestrele luminate                                          | E. P. L. U., Traducere de Mara Giugiuca |
| 1969 | 112 | Colette                                                    | Hoinara - Duo                                                | E. P. L. U., Traducere de Ovidiu Constantinescu |
| 1969 | 113 | Saki                                                       | Lighioane și supralighioane                                  | E. P. L. U., Traducere de Radu Nichita |
| 1970 | 114 | Alarico Casse                                              | Șoarecele chuchundra                                         | E. P. L. U., Traducere de Ileana Vasilescu-Someșan                                                                                                 |
| 1970 | 115 | Juan Goytisolo                                             | Doliu la Paradis                                             | Univers, Traducere de Irina Runcan |
| 1970 | 116 | A. Voronski                                                | Seminariștii                                                 | Univers, Traducere de Constantin Streia și Gleb Bucunescu                                                                                          |
| 1970 | 117 | Ford Madox Ford                                            | Povestea unei pasiuni                                        | Univers, Traducere de Adina Arsenescu |
| 1970 | 118 | Dino Buzzati                                               | Monstrul Colombre și alte patruzeci și șapte de povestiri    | Univers, Traducere de Florin Chirițescu |
| 1970 | 119 | Vicente Blasco Ibanez                                      | Secretul baronesei                                           | Univers, Traducere de Elena Dumitrescu |
| 1970 | 120 | Giuseppe D'Agata                                           | Medicul                                                      | Univers, titlul original, în italiană: Il Medico della mutua; Traducere de Petru Vignali                                                           |
| 1970 | 121 | Georges Michel                                             | Timidele aventuri ale unui spălător de geamuri               | Univers, Traducere de D. I. Suchianu |
| 1970 | 122 | Elio Vittorini                                             | Erica și frații săi. Garibaldina                             | Univers, Traducere de Eta Boeriu |
| 1970 | 123 | Shirley Ann Grau                                           | Străjerii casei                                              | Univers, Traducere de Sanda Rogalski |
| 1970 | 124 | Ilya Ehrenburg                                             | Oameni, ani, viață, vol. 5                                   | Univers, Traducere de Tatiana Nicolescu |
| 1970 | 125 | John Wain                                                  | Nuncle                                                       | Univers, Traducere de Petru Creția |
| 1970 | 126 | Ricardo Güiraldes                                          | Povești de moarte și de sînge                                | Univers, Traducere de Dan Munteanu |
| 1970 | 127 | Leonardo Sciascia                                          | Fiecăruia ce i se cuvine                                     | Univers, Traducere de Adriana Lăzărescu |
| 1970 | 128 | Julien Green                                               | Miezul Nopții                                                | Univers, titlul original, în franceză: Minuit; Traducere de Lucia Demetrius                                                                        |
| 1970 | 129 | Francis Carco                                              | Farmecul Parisului                                           | Univers, Traducere de Lazăr Iliescu |
| 1970 | 130 | Silvina Bullrich                                           | Prînz in familie                                             | Univers, Traducere de Aurel Lambrino |
| 1970 | 131 | Gloria Alcorta                                             | Hotelul Lunii și alte imposturi                              | Univers, Traducere de Ion Băieșu |
| 1970 | 132 | Louis Guilloux                                             | Confruntarea                                                 | Univers, Traducere de Yvette Nafta |
| 1970 | 133 | Heere Heeresma                                             | O zi la plajă                                                | Univers, Traducere de H. R. Radian |
| 1970 | 134 | Mladen Oljaca                                              | Rugăciune pentru frații mei                                  | Univers, Traducere de Mircea Spiridoneanu și Dorin Gămulescu                                                                                       |
| 1970 | 135 | Siegfried Lenz                                             | Epava                                                        | Univers, Traducere de Emilian Vegeman |
| 1970 | 136 | V. Șișkov                                                  | Ceata                                                        | Univers, Traducere de |
| 1970 | 137 | Yasunari Kawabata                                          | Kyoto sau tinerii îndrăgostiți din vechiul oraș imperial     | Univers, Traducere de Vasile Spoială |
| 1970 | 138 | Konstantin Paustovski                                      | Romanticii                                                   | Univers, Traducere de Monica Bilan |
| 1970 | 139 | Vercors                                                    | Bătălia tăcerii                                              | Univers, Traducere de Demostene Botez |
| 1970 | 140 | Juan Rulfo aka Juan Nepomuceno Carlos Pérez Rulfo Vizcaíno | Pedro Páramo                                                 | Univers, Traducere de Marieta Pietreanu și Andrei Ionescu                                                                                          |
| 1970 | 141 | V. Siskov                                                  | Taigaua                                                      | Univers, Traducere de Teodor Pîcă și Mihail Chițiș                                                                                                 |
| 1970 | 142 | John Cheever                                               | Fidella Clarissa                                             | Univers, Traducere de George Tăslăuanu. Coperta de Adrian Maftei.                                                                                  |
| 1970 | 143 | Vicente Lenero                                             | Cine l-a ucis pe don Jesus                                   | Univers, Traducere de Gheorghe Bala |
| 1970 | 144 | Mazo de la Roche                                           | Mary Wakefield                                               | Univers, Traducere de Simona Copceag |
| 1970 | 145 | Irina Grekova                                              | Coafor de dame                                               | Univers, Traducere de Ecaterina Antonescu și Victor Bîrlădeanu                                                                                     |
| 1970 | 146 | Sylvi Kekkonen                                             | Amalia                                                       | Univers, Traducere de George Sbârcea |
| 1970 | 147 | Franz Kafka                                                | America                                                      | Univers, Traducere de Pop Simion și Erika Voiculescu                                                                                               |
| 1970 | 148 | John Steinbeck                                             | Joia dulce                                                   | Univers, Traducere de Pompiliu Matei |
| 1970 | 149 | Kurt Tucholsky                                             | Castelul Gripsholm                                           | Univers, Traducere de Sevilla Răducanu |
| 1970 | 150 | Miguel Delibes                                             | Cinci ore cu Mario                                           | Univers, Traducere de Odette Mărgăritescu-Lungu |
| 1970 | 151 | Robert Musil                                               | Trei femei                                                   | Univers, Traducere de Ion Roman |
| 1970 | 152 | Valentin Kataev                                            | Iarba uitarii                                                | Univers, Traducere de Renata Vasilescu-Albu |
| 1970 | 153 | Antonije Isakoviâ                                          | Ferigă și foc                                                | Univers, Traducere de Mirco Jivcovici |
| 1970 | 154 | Iris Murdoch                                               | Prins în mreje                                               | Univers, Traducere de Ioana Maria Nicolau |
| 1971 | 155 | James Baldwin                                              | Din sălbăticie                                               | Univers, Traducere de Corina Cristea și Petru Popescu                                                                                              |
| 1971 | 156 | Françoise Sagan                                            | Vă place Brahms                                              | Univers, Traducere de Cella Serghi și Catinca Ralea                                                                                                |
| 1971 | 157 | Valentin Kataev                                            | Delapidatorii                                                | Univers, Traducere de Teodor Pică și Mihail Chițiș                                                                                                 |
| 1971 | 158 | Giuseppe Brunamontini                                      | Cerul deasupra tribunelor                                    | Univers, titlul original, în italiană: Il cielo sulle tribune; roman, Traducere de Mircea Fodoreanu                                                |
| 1971 | 159 | Blaise Cendrars                                            | Aurul                                                        | Univers, Traducere de Mihai C. Delescu |
| 1971 | 160 | Willa Calher                                               | Antonia mea                                                  | Univers, Traducere de Vera Berceanu și Cezar Radu                                                                                                  |
| 1971 | 161 | Per Olof Ekstrom                                           | N-a dansat decit o vara                                      | Univers, Traducere de Maria Bănuș și Petre Bănuș                                                                                                   |
| 1971 | 162 | Roger Grenier                                              | Palatul de iarnă                                             | Univers, Traducere de Raul Joil |
| 1971 | 163 | Tatiana Gritsi-Milliex                                     | ... și iată că s-a aratat un cal gălbui                      | Univers, Traducere de Amalia Zambeti |
| 1971 | 164 | Rumer Godden                                               | Bătălia de la Villa Fiorita                                  | Univers, Traducere de Paul B. Marian |
| 1971 | 165 | Jose Gomes Ferreira                                        | Miraculoasa aventură                                         | Univers, Traducere de Ion Moraru |
| 1971 | 166 | Eric Westphal                                              | Vara neagră                                                  | Univers, Traducere de Iosif Petran |
| 1971 | 167 | Mario Tobino                                               | O zi cu Dufenne                                              | Univers, Traducere de Idea Andreșoiu-Camozzi și Iulia Giroveanu                                                                                    |
| 1971 | 168 | Hilmar Wulff                                               | Vagabondul soarelui                                          | Univers, Traducere de Maria Sârbulescu și L. Schimierer                                                                                            |
| 1971 | 169 | Giuseppe Marotta                                           | Aurul Neapolelui                                             | Univers, Traducere de Alexandru Bărcăcilă |
| 1971 | 170 | Cesare Pavese                                              | Casa de pe colină                                            | Univers, Traducere de Ștefan Delureanu |
| 1971 | 171 | Ignazio Silone                                             | Fontamara                                                    | Univers, titlul original, în italiană: Fontamara, roman, Traducere de N. Al. Toscani                                                               |
| 1971 | 172 | Alexandr Grin                                              | Fugara pe ape                                                | Univers, Traducere de Ion Covaci |
| 1971 | 173 | Leonid Borisov                                             | Calul de șah merge cotit                                     | Univers, Traducere de M. Mihăilescu și Al. Samoilă                                                                                                 |
| 1971 | 174 | Hans Frisch                                                | Homo Faber                                                   | Univers, Traducere de Mara Giurgiuca |
| 1971 | 175 | Corrado Alvaro                                             | Întîlniri de dragoste vol. I                                 | Univers, Traducere de Aurel Covaci |
| 1971 | 176 | Corrado Alvaro                                             | Întîlniri de dragoste vol. II                                | Univers, Traducere de Aurel Covaci |
| 1971 | 177 | Raymond Queneau                                            | Amicul meu Pierrot                                           | Univers, Traducere de Radu Albala |
| 1971 | 178 | B. Traven                                                  | Vizita nocturnă                                              | Univers, Traducere de Corneliu Galopenția |
| 1971 | 179 | Conrand Richter                                            | Marea de iarbă                                               | Univers, Traducere de Gheorghe Vetra |
| 1971 | 180 | Pierre Boulle                                              | Planeta maimuțelor                                           | Univers, Traducere de Manole Friedman |
| 1971 | 181 | Graciliano Ramos                                           | Sao Bernardo                                                 | Univers, Traducere de H. R. Radian |
| 1971 | 182 | Bohumil Hrabal                                             | Toba spartă                                                  | Univers, Traducere de Corneliu Barborică |
| 1971 | 183 | Ernst Jünger                                               | Pe falezele de marmură                                       | Univers, Traducere de Ion Roman |
| 1972 | 184 | Lucio Mastronardi                                          | Învățătorul din Vigevano                                     | Univers, Traducere de Constanța Trifu și Lidia Sava                                                                                                |
| 1972 | 185 | Jorge Luis Borges                                          | Moartea și busola                                            | Univers, Traducere de Darie Novăceanu |
| 1972 | 186 | Walter Mathias Diggelmann                                  | Isidor Ruge a fost achitat                                   | Univers, Traducere de Sânziana Pop și Rodica Demian                                                                                                |
| 1972 | 187 | Erich Segal                                                | Poveste de iubire                                            | Univers, Traducere de Andrei Brezianu |
| 1972 | 188 | Ilya Ehrenburg                                             | Oameni, ani, viață, vol. 6-1                                 | Univers, Traducere de Tatiana Nicolescu |
| 1972 | 189 | Ilya Ehrenburg                                             | Oameni, ani, viață, vol. 6-2                                 | Univers, Traducere de Tatiana Nicolescu |
| 1972 | 190 | Guido Piovene                                              | Stele reci                                                   | Univers, Traducere de Michaela Șchiopu |
| 1972 | 191 | Julien Green                                               | Manuel                                                       | Univers, Traducere de Lucia Demetrius |
| 1972 | 192 | Pierre Mac Orlan                                           | Suflete în ceață                                             | Univers, Traducere de Anca Balaci |
| 1972 | 193 | Vestdijk Simon                                             | Grădina de aramă                                             | Univers, Traducere de H. R. Radian |
| 1972 | 194 | Saul Below                                                 | Traieste-ti clipa                                            | Univers, Traducere de Anca Teodorescu |
| 1972 | 195 | R. Walser                                                  | Plimbarea                                                    | Univers, Traducere de Bucur Stănescu, Prefață de Tudor Olteanu                                                                                     |
| 1972 | 196 | Francoise Mallet-Joris                                     | Casa de hârtie                                               | Univers, Traducere de Cella Serghi |
| 1972 | 197 | Simone de Beauvoir                                         | O moarte ușoară                                              | Univers, titlul original, în franceză: Une mort très douce; roman, traducere în limba română de Florica-Eugenia Condurachi                         |
| 1972 | 198 | Johannes Urzidil                                           | Schiță cu elefant                                            | Univers, Traducere de Maria Șahighian |
| 1972 | 199 | N. Ognev                                                   | Jurnalul lui Kostea Riabtev vol. I                           | Univers, Traducere de Marcel Gafton și Mihail Chițiș                                                                                               |
| 1972 | 200 | N. Ognev                                                   | Jurnalul lui Kostea Riabtev vol. II                          | Univers, Traducere de Marcel Gafton și Mihail Chițiș                                                                                               |
| 1972 | 201 | Luigi Malerba                                              | Salt mortal                                                  | Univers, titlul original, în italiană: Salto mortale, roman, Traducere de Sanda Șora                                                               |
| 1972 | 202 | Konstantin Semionov                                        | Zile și nopți                                                | Univers, Traducere de Petre Solomon |
| 1972 | 203 | Vsevolod Ivanov                                            | Sisif, fiul lui Eol si alte povestiri                        | Univers, Traducere de Elena Iosub |
| 1972 | 204 | David Storey                                               | Viață sportivă                                               | Univers, Traducere de Nicolae Steinhardt |
| 1972 | 205 | Martti Larni                                               | Preafrumoasa porcăriță                                       | Univers, Traducere de Dan Demetrescu |
| 1972 | 206 | Victor Nekrasov                                            | În tranșeele Stalingradului                                  | Univers, Traducere de Alexandru Philippide și T. Berindei                                                                                          |
| 1973 | 207 | Robert Pinget                                              | Graal-Pirat                                                  | Univers, Traducere de Dumitru Țepeneag |
| 1973 | 208 | Simone de Beauvoir                                         | Imagini frumoase                                             | Univers, titlul original, în franceză: Les belles images; roman; traducere în română de Ileana Vulpescu                                            |
| 1973 | 209 | Goffredo Parise                                            | Crematoriul din Viena                                        | Univers, Traducere de Alexandru Balaci |
| 1973 | 210 | Ladislav Puks                                              | Domnul Theodor Mundstock                                     | Univers, Traducere de Simona Cioculescu |
| 1973 | 211 | Valentin Kataev                                            | Insula Ehrendorf                                             | Univers, Traducere de Nadia Lovinescu |
| 1973 | 212 | Giorgio Bassani                                            | Bîtlanul                                                     | Univers, Traducere de Florian Potra |
| 1973 | 213 | Michel Bataille                                            | Pomul de Craciun                                             | Univers, Traducere de Mihaela Protopopescu |
| 1973 | 214 | Álvaro Cunqueiro                                           | Omul care semăna cu Oreste                                   | Univers, titlul original, în spaniolă: Un hombre que se parecía a Orestes; traducere de Irina Runcan                                               |
| 1973 | 215 | Muriel Spark                                               | Memento mori                                                 | Univers, Traducere de Dana Crivăț |
| 1973 | 216 | Michel de Ghelderode                                       | Povestiri crepusculare                                       | Univers, Traducere de Ana Blandiana |
| 1973 | 217 | Mazo de la Roche                                           | Jalna                                                        | Univers, Traducere de Liana Dobrescu |
| 1973 | 218 | Karel Čapek                                                | Povestiri dintr-un buzunar și povestiri din celălalt buzunar | Univers, Traducere de Ihor Lemnij, Radu Albala, Alexandra Toader și Iulia Soare                                                                    |
| 1973 | 219 | Karel Capek                                                | Cartea apocrifelor                                           | Univers, Traducere de Ihor Lemnij, Radu Albala, Alexandra Toader și Iulia Soare                                                                    |
| 1973 | 220 | Sigrid Undset                                              | Vigdis si Viga-Ljot                                          | Univers, Traducere de Valeriu Munteanu |
| 1973 | 221 | Hans Erich Nossack                                         | Cel mai tîrziu în noiembrie                                  | Univers, Traducere de Val. Panaitescu |
| 1973 | 222 | Michele Prisco                                             | O spirală de ceață                                           | Univers, Traducere de Elena Murgu |
| 1973 | 223 | Veniamin Kaverin                                           | La oglindă                                                   | Univers, Traducere de Mircea Aurel Buiciuc |
| 1974 | 224 | Pierre Schoendoerffer                                      | Ultimul rege din Borneo                                      | Univers, Traducere de Mihai Murgu |
| 1974 | 225 | Babs H. Deal                                               | Cad zidurile                                                 | Univers, Traducere de Monica Perussi |
| 1974 | 226 | Rosamond Lehmann                                           | Pulbere                                                      | Univers, Traducere de Adina Arsenescu |
| 1974 | 227 | Romain Gary                                                | Groapa Bunei Speranțe                                        | Univers, Traducere de Geo Dumitrescu |
| 1974 | 228 | Arthur van Schendel                                        | Omul apei                                                    | Univers, Traducere de Maria Valer |
| 1974 | 229 | Primo Levi                                                 | Mai e acesta oare un om                                      | Univers, Traducere de Doina Condrea-Derer |
| 1974 | 230 | Gavril Trepolski                                           | Bim-Ureche Neagră                                            | Univers, Traducere de I. Opincariu |

## Vezi și
- Biblioteca pentru toți
  - Catalogul Colecției Biblioteca pentru toți (Editura Minerva)